# Théorie du cycle du crédit
La théorie du cycle du crédit est une théorie économique selon laquelle les cycles économiques sont causés ou amplifiés par l'octroi de crédit dans le système économique.

## Concept
Le cycle du crédit est un cadre théorique qui permet de rendre compte du lien entre l'octroi de prêts par les banques et les cycles économiques. La théorie du cycle du crédit permet d'expliquer l'instabilité financière du système capitaliste par le biais de la cyclicité de la production de crédits par les banques. L'octroi de crédits de la part des banques serait procyclique, et amplifierait ainsi les cycles à la hausse comme à la baisse. La théorie du cycle du crédit fait reposer en majeure partie ou intégralement les mouvements cycliques de l'économie sur les évolutions de l'octroi de crédit.
La théorie du cycle du crédit moderne a été mise au jour par Charles Kindleberger dans une approche historique. La théorie du cycle du crédit de l'école autrichienne a été un précurseur de la théorie du cycle du crédit. Les cycles Juglar découverts par Clément Juglar se basent aussi sur une analyse du cycle du crédit.